# Poerocks
Poerocks (początkowo Elektra) – polski zespół punkrockowy założony we Wrocławiu przez Waldemara „Ace” Mleczkę działający w latach 1977–1981, będący pierwszym zespołem punkrockowym działającym na południu Polski.

## Historia
Elektrę założyli uczniowie Szkoły Podstawowej nr 72 we Wrocławiu. Podczas szkolnego przeglądu zespołów harcerskich, Waldemar „Ace” Mleczko zniszczył mundur harcerski, pisząc na nim długopisem „Sex Pistols”. Koncert muzycy zagrali na gitarach akustycznych, zaś perkusista postawił werbel na stołku, a talerze przywiesił sznurem przez żyrandol i ołówek. W wyniku koncertu muzycy zostali wyrzuceni z ZHP (za „agresywną warstwę muzyczną” oraz zniszczenie mundurka) pomimo nagrody publiczności.
Nową nazwę zespołu stworzył perkusista Maciej Kozieł w celu pokazania siły rocka. „Poerocks” to skrócona zbitka słów „powerocks”. Nazwa zespołu także kojarzyła się perkusiście z Cozy Powellem z zespołu Rainbow. Później Waldemar Mleczko mówił ludziom, że nazwa pochodzi od Edgara Allana Poego.
Pierwszy koncert jako Poerocks zespół zagrał w 1979 roku w klucie Pod Jaworami. Muzycy zagrali dla 500 osobowej publiczności.
W 1980 roku zespół zagrał na I Ogólnopolskim Przeglądzie Nowej Fali w Kołobrzegu (obok zespołów KSU, Kryzys, Tilt, Fornit, Deadlock). W wyniku niedopatrzenia, na reklamach zespół został zareklamowany jako Powerocks.
Podczas jednego z koncertów, w którym Poerocks grał wraz z pewnym czechosłowackim zespołem w ośrodku Almatur w Łazach, „Ace” stworzył utwór z hymnem radzieckim jako motywem przewodnim. W wyniku incydentu, zespół z Czechosłowacji został wywieziony w nieznanym kierunku, a członków Poerocks MO wywiozło do Mielna, gdzie przez dwa dni byli bici.
W 1981 roku rozpadł się Poerocks. Wkrótce potem powstał zespół hardrockowy Poerox.

## Członkowie
- Waldemar Mleczko (śpiew)
- Krzysztof Chabier (gitara)
- Krzysztof Medygrał (gitara basowa)
- Maciej Kozieł (perkusja)

## Dyskografia
- I Festiwal Nowej Fali Kołobrzeg 1980 (bootleg; 1980)
- Victim Of Safety Pin – Polski Punk Underground 1977-82 (2003) – utwór „Ufo”